# Charles Compton (3e marquis de Northampton)
Charles Douglas-Compton, 3e marquis de Northampton, (26 mai 1816 - 3 mars 1877), titré comte Compton de la naissance jusqu'en 1851, est un pair britannique.

## Biographie
Né Charles Compton à Parliament Street à Londres, il est le fils de Spencer Compton (2e marquis de Northampton) et de son épouse Margaret, fille aînée de William Douglas-Maclean-Clephane . En 1831, un an après le décès de sa mère, il ajoute le nom de famille Douglas. Il succède à son père comme marquis en 1851 . Il fait ses études au Trinity College, à Cambridge, où il obtient une maîtrise en arts en 1837 . En 1850, il obtient un doctorat honorifique en droit civil de l'Université d'Oxford .
Il est nommé sous-lieutenant d'Argyllshire en 1841 . Il est administrateur de la National Gallery (Londres)  et hérite de Compton Wynyates dans le Warwickshire et, en 1867, il charge Matthew Digby Wyatt de le restaurer .
En 1859, il épouse Theodosia, fille de Henry Vyner . Leur mariage est sans enfant et son frère cadet William Compton (4e marquis de Northampton) lui succède comme marquis .